# Лана (име)
Лана је новије женско име које је у нашем језику хипокористик словенског имена Светлана, или је изведено од имена Милан, Меланија и др.
У несловенским језицима, порекло имена је нејасно и понекад је изведено као анаграм мушког Алан. Погрешно је изводити га од женског Алана, зато што је Лана доста старије име. Могуће је да је настало случајно, на основу често коришћених женских имена с краја 19. века попут Лена, Лина, Лона, Луна. У енглеском говорном подручју, једна од првих особа са овим именом је америчка глумица Лана Тарнер.

## Познате личности
- Лана Басташић, књижевница
- Лана дел Реј, рођена Елизабет Вулриџ Грант, певачица и модел
- Лана Јурчевић, певачица
- Лана Кондор, певачица и глумица
- Лана Роудс, бивша порно-глумица
- Лана Шкргатић, музичарка и музички педагог
- Лана Токовић, музичарка